# Schizoproctus vestitus
Schizoproctus vestitus is een eenoogkreeftjessoort uit de familie van de Botryllophilidae. De wetenschappelijke naam van de soort werd in 1921 voor het eerst geldig gepubliceerd door Georg Ossian Sars.